# Polo G
Taurus Tremani Bartlett (* 6. ledna 1999 Chicago, Illinois, USA) profesionálně známý jako Polo G, je americký rapper, zpěvák a textař. Proslavený je především svými melodickými a chytlavými skladbami, ale také texty o jeho životě a problémech. Mezi jeho nejpopulárnější tvorbu patří písně „Pop Out“, které nazpíval společně s Lil Tjayem či „Flex“ a „21“, na kterých spolupracoval s Juicem WRLD. V roce 2018 podepsal smlouvu s nahrávací společností Columbia Records, se kterou pak v září 2020 rozšířil spolupráci a vytvořil svou vlastní nahrávací společnost ODA (Only Dreamers Achieve Records). O názvu své společnosti uvedl: „Název je Only Dreamers Achieve Records, protože nám v naší komunitě říkají, čím nemůžeme být. Chci dokázat, že si svou budoucnost ovládáme sami a chci, aby umělci věřili ve své sny.“

## Život
Polo G se narodil v oblasti Chicaga nazývané Old Town, kde vyrůstal s rodiči a třemi sourozenci. Už v mládí byl více než pětkrát zatčen za krádeže, rychlou jízdu nebo držení drog. V srpnu 2019 byl převezen do nemocnice kvůli předávkování. Po tom co prorazil ve svém hudebním oboru a dostal se mezi širší veřejnost, se s přítelkyní Crystal Blease odstěhoval do Kalifornie, kde vychovávají svého syna Tremaniho. Polo prohlásil, že se mu změnil život a drží se od kriminálního života a drog co nejdále. Za svůj největší vzor označil amerického rappera vystupujícího pod pseudonymem Lil Wayne a rappera Chiefa Keefa, který pochází z jeho rodného města.

## Kariéra

### Začátky
Polo G začal v roce 2018 vydávat své skladby na známou platformu Soundcloud. Jeho první vydaný song nesl název „Neva Cared“ a eviduje více než 5 milionů přehrání. Další velmi populární song „Gang with me“ na Soundcloudu nasbíral 18,2 milionů posluchačů. V srpnu 2018 pak vyšla skladba „Finer Things“, která mu s 39,7 miliony přehrání pomohla ještě více prorazit a později byla součásti alba „Die a Legend“.

### Alba

##### 2019
- Die a Legend[10] – obsahuje 14 skladeb, z toho 12 sólových. Album dosáhlo 6. místo Billboard 200. V nejznámější skladbě z tohoto alba „Pop Out“ se objevil Lil Tjay a společně oba rappeři obsadili 11. příčku v žebříčku Billboard Hot 100. Tato skladba se nachází v albu ještě jednou a to jako remix bez Lil Tjaye, kterého zde nahradili Lil Baby a Gunna. K písním „Pop Out“, „Effortless“, „Dyin' Breed“, „Through Da Storm“ a „Deep Wounds“ byla později zveřejněna i hudební videa.

2020
- The Goat[11] – obsahuje 16 skladeb, v 5 z nich se objevují Juice WRLD, NLE Choppa, Stunna 4 Vegas, Lil Baby, BJ the Chicago Kid a producenti Mustard a Mike Will Made It. Album obsadilo 2. příčku v žebříčku Billboard 200. Skladba „Go Stupid“ společně s NLE Choppa a Stunna 4 Vegas byla vypuštěna měsíc před vydáním alba jako jeden z hlavních singlů a dosáhla na 60. místo v Billboard Hot 100, 29. příčku v žebříčku Hot R&B/Hip-Hop Songs a 20. příčku v Hot Rap Songs. Album debutovalo na 2. příčce žebříčku Billboard 200 a 10 dalších skladeb se umístilo v Billboard Hot 100 – například píseň „Flex“ společně s Juice Wrld na 30. pozici a „Be Something“ s Lil Babym na 57. pozici. Skladby „21“ , „Martin & Gina“ a „Wishing For A Hero“ s BJ the Chicago Kid poté obdržely hudební videa.

Skladba z alba Legends Never Die „Hate the Other Side“ od Juice Wrld, ve které se nachází Polo G. Marshmello a The Kid Laroi se umístila na 10. pozici v Billboard Hot 100, což je jeho nejvyšší umístění v tomto žebříčku.
V Srpnu 2020 byl pak součástí XXL Freshman Class.

## Diskografie
Studiová alba
- Die a Legend (2019)
- The Goat (2020)
- Hall of Fame (2021)
- Hood Poet (2024)